# Montes Khasi
Os montes Khasi (/ˈkɑːsi/) são uma formação montanhosa baixa no planalto de Shillong [en], em Megalaia, Índia, que faz parte da cordilheira Garo-Khasi-Jaintia e se conectam à cordilheira de Purvanchal e à ampla cordilheira Patkai, mais a leste. Os montes Khasi e toda a cadeia Garo-Khasi-Jaintia estão na ecorregião das  florestas subtropicais de Megalaia.
Os montes Khasi e todo o estado de Megalaia eram administrativamente parte de Assão antes de 1970. Em fontes mais antigas, em particular, a transcrição alternativa “Khasia Hills” é vista.
A região é habitada principalmente por moradores tribais Khasi [en] que estão tradicionalmente em várias chefias, estados conhecidos como Estados dos Montes Khasi. Uma de suas capitais, Sohra, é considerada um dos lugares mais úmidos do mundo. A maioria dos Khasis são presbiterianos, seguidos por católicos e anglicanos.
A região pertencia ao distrito de montes Khasi, que foi dividido nos distritos de Montes Khasi Ocidentais e montes Khasi Orientais em 28 de outubro de 1976.
O pico mais alto é o Lum Shyllong com 1.968 metros de altura, situado a poucos quilômetros ao sul da cidade de Shillong.

## Administração
Administrativamente, os montes Khasi costumavam fazer parte do distrito de Montes Khasi. O distrito foi dividido em distrito de Montes Khasi Orientais [en] e distrito de Montes Khasi Ocidentais [en] em 28 de outubro de 1976. Em 4 de junho de 1992, o distrito de Ri-Bhoi [en] foi desmembrado do distrito de Montes Khasi Orientais.

## Dados demográficos
A região em 2011 tinha 1 468 223 habitantes.
Religião nos montes Khasi (2011)

### Religião
Uma grande maioria dos 1 128 769 habitantes nas montes Khasi segue o cristianismo de várias denominações, principalmente presbiteriana e católica.
Idiomas das Montes Khasi (2011)
 O hinduísmo é seguido por 182 353 pessoas, principalmente não tribais (bengaleses, nepaleses, biharis [en], marwaris [en] etc.) que vivem na região. Um pequeno segmento de membros da tribo Khasi, com cerca de 127 735 pessoas, ainda segue sua própria religião tribal indígena chamada “Ka Niam Khasi”. O islamismo é uma pequena minoria, com cerca de 17.471 pessoas que o seguem. 0,81% seguem outras religiões.

### Idioma
O khasi é falado por 1 149 178 pessoas como língua materna, enquanto o garo é falado por 88 533. Enquanto o bengali e o nepalês ocupam a terceira e a quarta posição, falados por 56 086 e 48 010 pessoas, respectivamente. Um grande número de não tribais pode ser encontrado no distrito multi-diverso dos Montes Khasi Orientais.